# Bojlastare

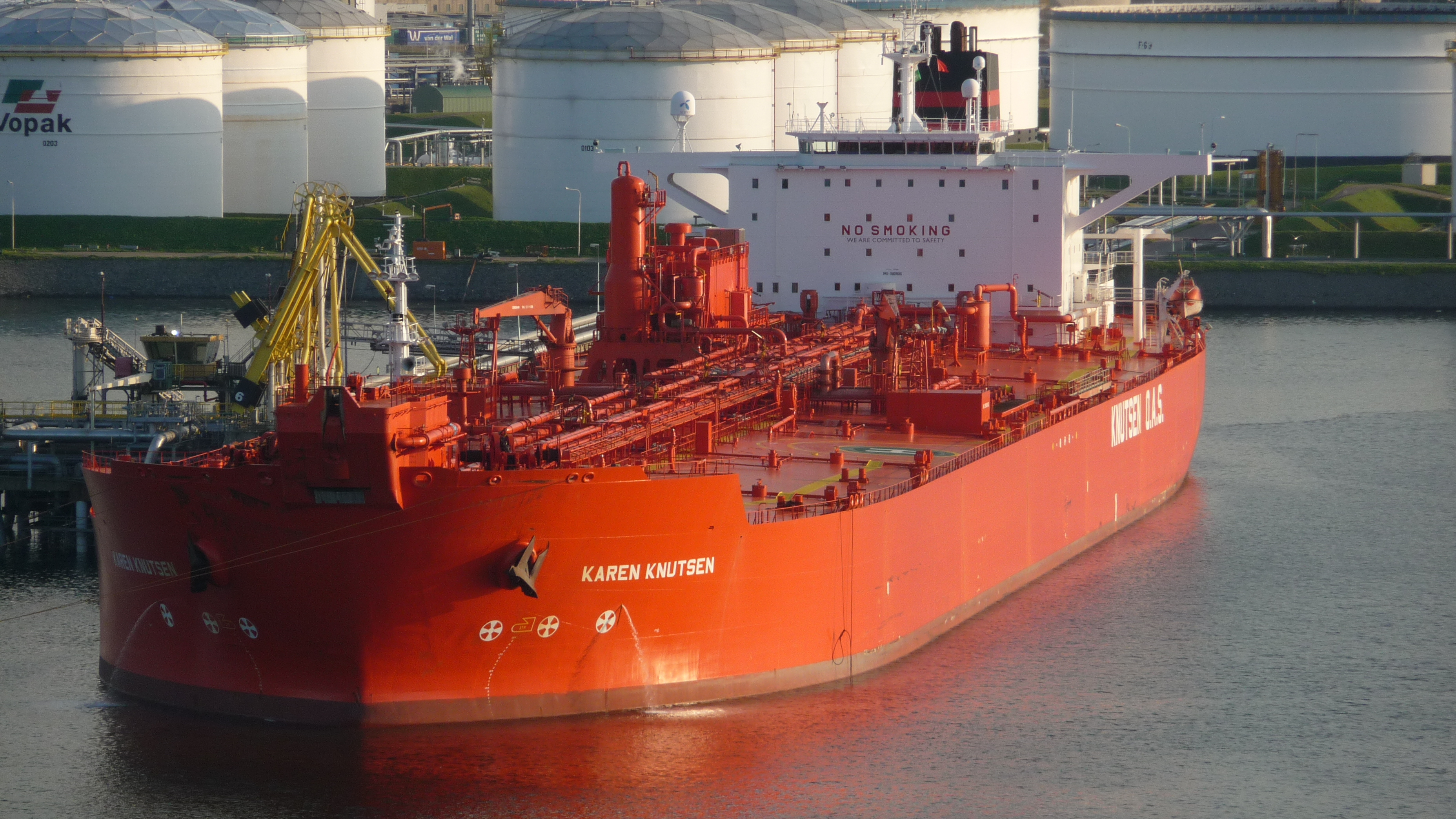
Fartyget Karen Knutsen i Rotterdams hamn.

En bojlastare är ett tankfartyg som fraktar olja mellan en oljeplattform och en landterminal (till exempel ett raffinaderi). Bojlastaren kan ses som en ersättning för en dyr pipeline. De är relativt vanliga i Nordsjön, men finns även i andra delar av världen. 
För att kunna vara stilla vid lastning och i vissa fall även lossning används dynamisk positionering. Detta kan uppnås på olika sätt, vanligast är DGPS (diffrential-GPS) och olika miljösensorer, i kombination med Azipod. 